# Francesco Vanni

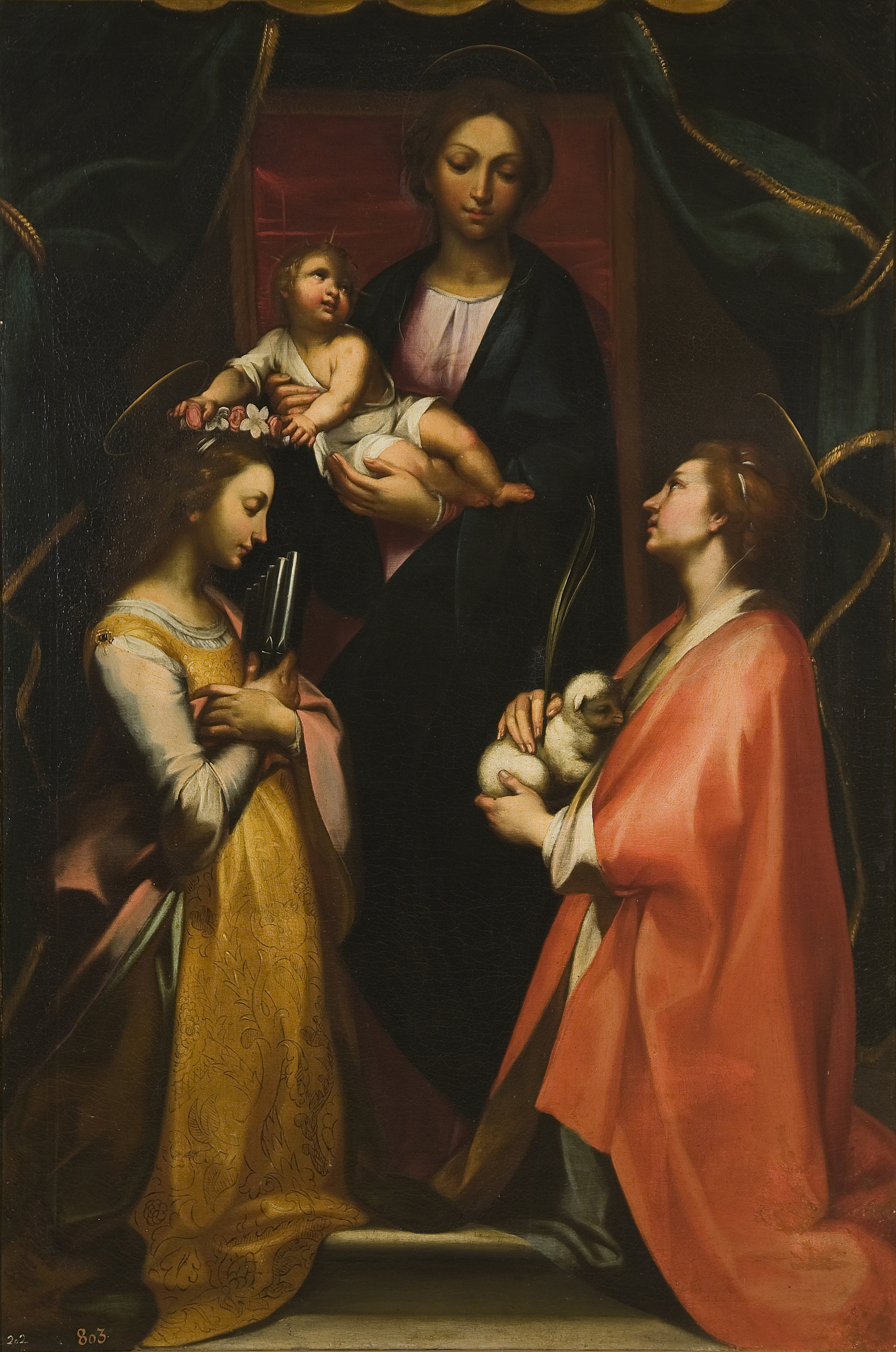
La Virgen con el Niño, Santa Cecilia y Santa Inés, óleo lienzo, 135 x 90 cm, Madrid, Museo del Prado, depositado en el Museo Provincial de Lugo.

Francesco Vanni (Siena, 1563-1610), fue un pintor renacentista italiano, seguidor de Federico Barocci, su estilo se sitúa en la transición del manierismo al barroco.
Hijo de un modesto pintor de Siena, Arcangelo Salimbeni, y medio hermano de Ventura Salimbeni, Francesco se formó, siendo aún muy joven, con Bartolomeo Passerotti en Bolonia y más adelante, de 1577 a 1579, con Giovanni de’ Vecchi en Roma.
De regreso en Siena, en 1587 pintó un Bautismo de Constantino para la iglesia de Sant'Agostino que acusa fundamentalmente esa formación contrarreformista romana. Sin embargo, en obras de fecha próxima, como la Inmaculada de la iglesia de Montalcino (1588), o la Anunciación de Santa María dei Servi (Siena, 1589), se advierte ya el conocimiento y la influencia de la obra de Barocci y, a través de este, del Correggio, con las que formará su propio estilo maduro, opuesto a los artificios manieristas sin desprenderse de la formación cinquecentista. En esta época realizó asimismo algunos trabajos para la basílica de Santo Domingo.
Su estilo claro, atento a las exigencias de la Contrarreforma, le valió numerosos encargos eclesiásticos tanto en la Toscana como en Roma donde volvió a residir entre 1601 y 1604 y trabajó en la Basílica de San Pedro del Vaticano.